# Primula stenodonta
Primula stenodonta là một loài thực vật có hoa trong họ Anh thảo. Loài này được Balf. f. ex W.W. Sm. & H.R. Fletcher miêu tả khoa học đầu tiên năm 1941.